# نوهیجی، آئوموری
نوهیجی، آئوموری (به لاتین: Noheji, Aomori) یک منطقهٔ مسکونی در ژاپن است که در Kamikita District واقع شده‌است. نوهیجی ۸۱٫۶۸ کیلومترمربع مساحت و ۱۳٬۷۲۸ نفر جمعیت دارد.